# Castello di Maus
Il castello di Maus, noto anche come castel Maus o castello Maus, è una fortificazione situata sull'omonimo poggio che si eleva nel territorio comunale di Castiglione della Pescaia, poco a sud di Pian d'Alma. Del castello rimangono i ruderi immersi nella vegetazione della collina.
Il castello venne edificato durante l'Alto Medioevo; situato sulla vetta dell'omonimo poggio, era un luogo strategico difensivo in caso di invasione e attacco di truppe nemiche. La storia della fortificazione è ancora oggi avvolta in un alone di mistero, visto che non è chiaro da chi fosse stato costruito il castello e chi vi abitò nelle epoche seguenti. L'unica certezza è relativa al Cinquecento, quando il complesso risultava già abbandonato.